# Lords of the Realm
Lords of the Realm è un videogioco strategico a turni e tattico in tempo reale sviluppato e pubblicato da Impressions Games. È stato pubblicato il 15 giugno 1994 nel Regno Unito per Amiga e negli Stati Uniti per DOS ed è stato il primo videogioco dell'omonima serie.
È stato distribuito da Sierra On-Line Ltd. nel Regno Unito per Windows nel 1997, da DMV Daten- und Medienverlag GmbH & Co. KG in Germania per DOS nel 1997 e da Axel Springer Polska Sp. z o.o. in Polonia per DOS nel 2001.
Il videogioco è ambientato durante l'Inghilterra nel medioevo, e diversi personaggi combattono per la Corona inglese. Il giocatore gestisce le armi, gli abitanti e le terre di proprietà del suo personaggio, e deve costruire castelli, gestire la proprietà del suo personaggio e muovere guerre agli altri avversari per poter prevalere.
Le battaglie avvengono in tempo reale e il giocatore può scegliere di gestire i movimenti delle singole unità e gli assalti all'esercito avversario, ma anche decidere di lasciare la gestione delle battaglie al computer.
Lords of the Realm e il suo seguito Lords of the Realm II sono stati anche ripubblicati insieme nella raccolta Royal Collection.

## Modalità di gioco
Il gioco è ambientato in un contesto medievale, dove vari personaggi si contendono il diritto di diventare re d'Inghilterra o di Germania. I giocatori gestiscono eserciti, terre e popolazioni, costruendo e assediando castelli, mentre cercano di sopraffare i nemici.
Le battaglie si svolgono in tempo reale, simili ai giochi di strategia in tempo reale, permettendo ai giocatori di controllare unità singole o gruppi in formazioni. È anche possibile lasciare che il computer gestisca l'esito della battaglia. Inoltre, il gioco include elementi di costruzione di castelli.

## Libro
Nella versione CD di Lords of the Realm di Crucial Entertainment, il gioco è stato fornito con un libro in PDF di 34 pagine sull'Inghilterra sotto Edoardo I, scritto da Jennifer Hawthorne. Questo libro esplora la storia inglese, dalla conquista normanna fino al regno di Edoardo I.

## Accoglienza
Un recensore di Next Generation ha descritto Lords of the Realm come un titolo imperdibile per gli appassionati di strategia, sottolineando eventi casuali, una sfida autentica, cutscene impressionanti, battaglie controllate dal giocatore e un gameplay complessivamente vario.
In una recensione retrospettiva, Michael House di AllGame ha dichiarato: "Qualsiasi difetto possa essere attribuito alle meccaniche o ai contenuti del gioco è quasi sempre di minore importanza e, nella maggior parte dei casi, si tratta di un errore di omissione. Dalla sua struttura, Lords of the Realm si è guadagnato un posto nella storia dei giochi di guerra. Stew Shearer di The Escapist ha riassunto la sua recensione affermando che Lords of the Realm è un gioco di strategia stellare che vale più dei 5,99 dollari richiesti da GOG. Sebbene possa avere momenti in cui le cose sembrano un po' lente, nel complesso è un'esperienza fantastica che i fan del genere non dovrebbero perdere".
Lords of the Realm è stato candidato al premio "Gioco di strategia dell'anno" da Computer Gaming World nel 1994, premio che alla fine è andato a X-COM: UFO Defense. I redattori hanno descritto Lords come: "così fresco nel suo approccio da rendere persino divertente l'allevamento degli animali". PC Gamer US ha conferito a Lords of the Realm il premio "Miglior simulazione storica" del 1994, evidenziando come il gioco raggiunga un delicato equilibrio tra micro e macro-gestione, risultando così una delle simulazioni storiche più ricche mai realizzate".
The One ha assegnato alla versione Amiga un punteggio complessivo dell'84%, elogiando i controlli del gioco e affermando che "la presentazione è eccellente in tutto il gioco, utilizzando bene le barre di trascinamento per garantire che il giocatore sappia sempre esattamente cosa sta accedendo... tutto appare ordinato e bello". Riguardo agli effetti sonori, li ha definiti "affascinanti". Inoltre, The One ha paragonato il combattimento a Fields of Glory, notando che Lords of the Realm richiede più strategia e un attento posizionamento delle truppe, mentre le sezioni agricole del gioco sono state paragonate a Genesia.

## Sequel
Lords of the Realm è stato seguito da tre sequel: Lords of the Realm II nel 1996 (che includeva un pacchetto di espansione), Lords of Magic nel 1997 e Lords of the Realm III nel 2004.